# Cnephasia nigrofasciana
Cnephasia nigrofasciana es una especie de polilla perteneciente al género Cnephasia, categorizada en la tribu Cnephasiini, de la subfamilia Tortricinae.

## Distribución
Se distribuye por Francia.

## Taxonomía
Fue descrita por Bruand en 1850 y publicada por primera vez en (Sciaphila), Mm. Soc. Emul. Doubs. (1) 3: 88.